# KITV
KITV（仮想チャンネル4・UHFデジタルチャンネル20）は、アメリカ・ハワイ州ホノルルに認可され、ハワイ諸島にサービスを提供しているABC系列のテレビ局。ロサンゼルスに拠点を置くエンターテインメント・スタジオズの子会社であるアレン・メディア・ブロードキャスティングが所有しており、多文化の独立局KIKU（チャンネル20）との複占の一部である。スタジオはホノルルのダウンタウンのサウスキング・ストリートにあり、メインの送信所はホノルルのアラモアナホテルの屋上にある。

## サテライト局
ハワイの他の主要なテレビ局と同様に、KITVはハワイ諸島全体で複数のサテライト放送局と中継局を運営して、大都市ホノルルの外で当局の番組を再放送している。
| 放送局 | 放送地域免許 | チャンネル （RF / VC） | 初放送日      | コールサインの意味                                                                                          | ERP  | 標高             | 施設ID | 送信所の座標                                                              | パブリックライセンス情報          |
| ------ | ------------ | ---------------------- | ------------- | --- | ---- | ---------------- | ------ | ------------------------------------------------------------------------- | --------------------------------- |
| KHVO1  | ヒロ         | 13（VHF） 4            | 1960年5月15日 | ヘンリー・J・カイザー（Henry J. Kaiser）Hawaiian Village Hotel Of Hilo （元姉妹局のKHVHラジオの曖昧性解消） | 2 kW | −92 m (−302 ft)  | 64544  | 北緯19度42分49秒 西経155度8分3秒 / 北緯19.71361度 西経155.13417度         | Profile Template:FCC-LMS-Facility |
| KMAU2  | ワイルク     | 12（VHF） 4            | 1955年12月4日 | MAUi | 9 kW | 747 m (2,451 ft) | 64551  | 北緯20度39分25.5秒 西経156度21分35.8秒 / 北緯20.657083度 西経156.359944度 | Profile Template:FCC-LMS-Facility |

注釈:
- 11960年の開局から1964年10月15日までコールサインKHJKを使用していた[1]。
- 21955年の開局から1978年まで、コールサインKMVI-TVを使用していた。

## 歴史
1954年4月16日にKULA-TVとして開局し、10:30にテストパターンで開始し、18:00に開局記念式典を行い、19:00から21:45まで2本の映画を上映した。開局前は、パシフィック・フロンティア・ブロードキャスティング・カンパニー（Pacific Frontier Broadcasting Company）の所有者であるジャック・Aの所有下にある当時の姉妹AM局からのKULAコールに落ち着く前に、コールサインKABS-TVを使用することを計画していた。バーネットは、チャンネル4の割り当てがライバルのラジオ局KGUとKPOAによって求められていたため、チャンネル2でKULAを運用するためのテレビライセンスを申請していたが、2つの局による申請が失敗した後、FCCは代わりにバーネットへのチャンネル4の割り当てを与えた。開局以来ABC系列且つホノルルの2つの主要テレビ局の1つであり、ネットワーク系列を変更したことはなく、ローカルCBSアウトレットのKGMB（元々はチャンネル9にあり、現在はチャンネル5にある）はもう1つである。また、開局以来、同じチャンネル位置で放送しているハワイで唯一の放送局でもある。また、1955年に消滅するまで、デュモン・テレビジョン・ネットワークの番組をKONA（当時はチャンネル11、現：チャンネル2のKHON-TV）と共有していた。
元々、KHVH-TVは、1957年5月5日に運用を開始した際、ホノルルのVHFチャンネル13で運用されていた当時の独立放送局 (アメリカ)に属していたが、1年後の1958年5月7日、KHVH-TVの親会社であるカイザー・ブロードキャスティング（以下、「カイザー」）がKULAを685,000ドルで買収した。FCCの規則により、放送局は一度に1つの市場で2つのテレビ局を所有することが禁止されているため、カイザーはチャンネル13のライセンスをFCCに戻し、1958年7月16日にKHVHがKULAと統合し、1959年にチャンネル4のコールサインをKHVH-TVに変更できるようにした。その後、カイザーは1964年12月にKITVをウエスタン・テレステーションズ（Western Telestations）に売却し、アメリカ本土にある独立放送局の新しいチェーンに資金を提供した。ウエスタン・テレステーションズは、1973年にケンタッキー州レキシントンに本拠地を置くスター・ブロードキャスティング・カンパニー（Starr Broadcasting Company）の完全子会社に400万ドルで設立された。その頃、ハワイ諸島への放送サービスを反映して、現在のKITVコールサイン（「Island TeleVision」の略）を採用した。
ロイ・E・ディズニーによって設立された新会社のシャムロック・ブロードキャスティング（Shamrock Broadcasting・以下、「シャムロック」）は、1979年にスター・ブロードキャスティング（KITVを含む）を買収した。8年後、シャムロックは1987年にタック・コミュニケーションズ（Tak Communications・以下、「タック」）（シャラド・タックが所有）にKITVを売却した。タックは1991年に連邦倒産法第11章の破産を宣言し、後に債権者のグループに引き継がれた。タックの破産中に、フリーダム・コミュニケーションズはKITVの買収を申し出たが、その後の入札を取り下げた。1995年、ハワイのNBC系列局であるKHON-TV（1952年の開局から1996年まで）がSFブロードキャスティングとのグループ全体の提携契約の一環としてFOXに加入することを決定した際、KITVがNBCに加入するという噂が広まった（バーナム・ブロードキャスティング（Burnham Broadcasting）からKITVと他の3つを取得した）。しかし、1995年後半、アーガイル・テレビジョン・ホールディングスII（Argyle Television Holdings II）は、KITVとニューヨーク州バッファローにある当時の姉妹局WGRZをタックの債権者から買収した。最終的にABCに残り、NBCは代わりに既存のFOX系列局のKHNL（チャンネル13）との提携契約に署名し、その後1996年1月に同ネットワークに切り替えた。
アーガイル・テレビジョン・ホールディングスIIが1997年にハースト・コーポレーション（以下、「ハースト」）の放送ユニットと合併した際、KITVとそのサテライト局は、当時ハースト＝アーガイル・テレビジョンとして知られていた新しく形成されたテレビ局グループの一部となった。1998年に、運営をアラモアナ・ブールバード/州道92号線にある長年のスタジオからサウス・キング・ストリートの現在の場所に移した。ハーストは2009年半ばに会社の残りの部分を買収し、会社名から「アーガイル」という名称を削除した。
2015年5月13日、ハーストはKITVとそのサテライト局をSJLブロードキャスティングに売却すると発表した。SJL（当時はモンテシト・ブロードキャスト・グループ（Montecito Broadcast Group）として知られていた）が2006年から2007年までKHON-TVを所有していたため、この取引は同社がハワイに戻ったことを示している。売却は同年7月10日に連邦通信委員会によって承認され、9月1日に完了した。
2017年4月13日、FCCは、放送インセンティブオークションの結果として、KITVが2019年4月3日に物理チャンネルを20に移転すると発表した。
バイロン・アレンが所有し、ロサンゼルスを拠点とするアレン・メディア・グループへの売却は、2020年8月17日に3,000万ドルで発表された。売却は2021年1月20日に完了した。

## 番組
当初、KITVとその前身は、ハワイの地理的位置のために1週間の遅延で殆どのABCサービスを放送し、時には殆どのネットワーク番組を航空便で受信していた。このため、8:00から13:00までのABCの昼間の番組を間違った順序で編成し（映画はスケジュールの大部分を締めくくる）、ABCのゴールデンタイムの番組は18:30から22:30まで、再びパターンから外れて（場合によっては週末に遅れて）、枠を埋めるためにシンジケート番組と混合し、ABCの土曜朝の子供向け番組のラインナップを早めに放映した（5:00から6:00の間、いくつかの番組はクリアまたは遅延されていない）。殆どのホノルルの放送局と同様に、ネットワークニュース番組は、放送が東海岸で放映された後、本土から空輸されたため、深夜まで遅れることになる。これは1966年11月19日、ABCがノートルダムとミシガン・ステートの間でラニ・バード衛星を介してフットボールの試合中継を行った際、チャンネル4のKHVHがアメリカ本土からハワイに最初のライブネットワーク衛星放送を放送し始めた時に変わり始めた。今日、ライブニュース、スポーツ報道、特別イベントなど、アメリカ国内の他の地域と同じ日にABC番組を受信している。2016年2月28日、受賞者をリアルタイムで報道するソーシャルメディアの影響を理由に、テレビ放送を数十年遅らせた後、初めてアカデミー賞授賞式の生放送を開始したことにより、ハワイの視聴者の放送を遅らせることが困難になった。2017年2月27日、同年の式典を再びテープ遅延で放映した。2019年2月24日、再び授賞式典の模様を生放送した。2020年の放送は、リピート放送や遅延放送をしなかったのは初めてのことである。
KITVは、ABCネットワーク番組スケジュール全体を削除する。最近の唯一の例外は、2010年8月28日まで現在は廃止されているABC Kids (テレビ番組ブロック)ブロックの一部であった『パワーレンジャー』でした。ハースト・テレビジョン（かつてはKITVを所有していた）が所有する殆どの（全てではないが）ABC系列局は、教育的および情報的なコンテンツが不足しているため、番組の削除を拒否した。過去には、ABCの昼間の番組の一部を先取りし、代わりに当時の独立局であるKAAH-TVで放映されていた。
1954年の開局以来、子供向け番組（『キャプテン・ホノルル（Captain Honolulu）』や『ロケットシップ4（Rocketship 4）』など）からバラエティ番組（『ジ・アク・ショー（The Aku Show）』、『ラッキー・ラック・ショー（The Lucky Luck Show）』、ドン・ホーの音楽スペシャル、『トム・モファット・ショー（The Tom Moffatt Show）』、『アメリカン・バンドスタンド』のローカルデイリーバージョンなど）に至るまでのローカル番組のほか、現在も継続している最初の朝のニュース・トーク番組（『AMホノルル（AM Honolulu）』・『ドン・ロブ・ショー（The Don Robb Show）』、1970年から1975年まで放送）を制作してきた。週末に、最新の自動車に関する情報とレビュー、地元の自動車愛好家のイベントの報道、地元のハワイアン・ミュージカル・アクトを紹介する「ソウル・セッション（Soul Sessions）」が行われる、ローカルで制作された番組『オハナ・ロード（Ohana Road）』を放送する。KITVのアンカーウーマンであるパメラ・ヤングがホストを務めるライフスタイル・旅行・文化・エンターテインメント番組で、KITVが制作した別番組『ミックスド・プレート（Mixed Plate）』は、毎週日曜日にKITV-DT2とメインチャンネルの両方で、ABCからのライブフィードが衛星フィードに技術的な問題が発生した場合、早期にまたは場合によっては終了するたびに様々な時間枠で放送される。『ミックスド・プレート』は、1984年に開始したKITVの最も長く放送されているローカルで制作されたシリーズでもあった。ヤングがKHONに移籍するために同局を退職した後、同シリーズは2016年に放送を終了した。
KITVは、2009年まで何年にも渡ってヒロから毎年4月に放送されたメリー・モナーク・フェスティバルの長年のプレゼンターとしてハワイでもよく知られてた。フェスティバルの取材中は通常、週末までABCプライムタイム番組を先取りした。2009年10月1日、メリー・モナーク・フェスティバルが2010年からKFVEで放送されることが発表された。
当時の所有者であったハーストの姉妹局と共に、「プライベート・ライアン」の上映を拒否し、2004年11月に1992年公開の映画「遥かなる大地へ」の上映に参加した。

### ニュース運用
KULAは当初から、ジョン・ニーダムをフィーチャーした最初のニュース番組を開始して、小さいながらも革新的なニュース部門の構築を開始した。しかし、カイザーの所有下で、これは後にジョン・ガルブレイスと当時のプロダクションマネージャーであるボブ・シービーのペアによって拡大し、ハワイで最も記憶に残るニュースチームの1つとなっ、た。1959年10月15日、KHVHは、ハワイで最初の放送局となり、ニュース放送中に映画や写真を即日で画面に放送した（当時の競合他社は、映画と写真の処理に2日かかった）。また、1960年代には、島周辺のスポーツニュースを毎週まとめた『カイザー・スポーツ・セントラル（Kaiser Sports Central）』でスポーツ部門のプレゼンスを拡大した。
現在、毎週29時間のローカル制作のニュース番組を放送しており、また、2018年8月の現地時間正午に平日午後のニュースを放送している。さらに、州単位で最高のニュース放送で地域エミー賞を受賞した。
ABC NewsOneに加えて、CNNとニュースフィードを提携しており、2006年10月15日にハワイ郡北西海岸で発生したマグニチュード6.6の地震についてリポートするため、KITVのライブブロードバンドストリームを使用した。KITVは、発生後の地震の生中継を放送するハワイで唯一の放送局であったため（ホノルルの他の殆どの放送局は、その日も通常の朝の番組を続けた）、知人・友人が安全かどうかを調べようとする世界中の人々からの大量の電話や電子メールも集まった。ライブストリームはまた、ニュースアンカーが放送されている間も、ビルのバスルームがまだ稼働しているとビルマネージャーが拡声システムを介して言及したことも一因で、翌日（10月16日）の『ザ・デイリー・ショー』の注目を集めた。
2009年11月16日、22:00のニュースを1時間に延長し、1時間の深夜ニュースを放送したアメリカ国内でも数少ないABC加盟局の1つだった。このため、『ジミー・キンメル・ライブ!』は平日23:00に25分遅れで放送された。2010年9月7日、ハワイで唯一、土・日曜日6:00〜8:00までのニュースを開始した。
2011年4月18日、17:00のニュースから、KITVのメインニューススタジオで新しいセットの構築が行われている間、局内のニュースルームからの放送を開始した。10日後の4月28日、新しいセットを披露し、グラフィックと音楽を更新し、ローカルニュース放送をワイドスクリーン標準画質で放送し始め、ライブフィールドリポートとビデオ映像の大部分もワイドスクリーンで放送される。2013年4月、18:00のニュースを1時間に拡大し、この期間に1時間のニュースを放送するハワイで唯一の放送局となった。

#### 著名な元スタッフ
- チャック・ヘンリー（英語版） - アンカー（1969年〜1972年、現：ロサンゼルスのKNBC）
- カノア・リーヒー（英語版） - 週末のスポーツアンカー/スポーツリポーター（現：KHON-TV）
- アル・マイケルズ - スポーツアンカー（1968年〜1970年、後にABCスポーツ、現：NBCスポーツ）
- ティナ・シェルトン（英語版） - アンカー/リポーター

## 海外での姉妹放送局
- 広島ホームテレビ（ 日本・広島県、テレビ朝日系列） - 1986年に締結。